# Château de Courménil
Le château de Courménil est un édifice situé à Gouffern en Auge, en France.

## Localisation
Le monument est situé dans le département français de l'Orne, à 400 m à l'est de l'église Notre-Dame de Courménil, commune déléguée de la commune nouvelle de Gouffern en Auge.

## Architecture
La cour d'honneur, les douves avec leurs murs et leur pont, l'étang, le château — façades et toitures —, la cage d'escalier avec l'escalier et sa rampe en fer forgé, le grand salon avec l'ensemble de son décor, les façades et les toitures des communs et du colombier sont inscrits au titre des monuments historiques par arrêté du 26 août 1991.